# البريد العادي لا مزيد
البرید العادي لا مزيد هو كتاب لـ باولا دانزیجر وانآ مارتین، نشر في عام 2000، هو تكملة لملاحظة " رسالة أطول في وقت لاحق "، وهي التي تتحدث عن العلاقة بین الصدیقتان البعیدتان عن بعضهما البعض الیزابیث وتارا.

## الحبكة
بعد سنة من كتاب 'البرید العادي' یتبعها 'الاصدقاء المفترقین 'الیزابیث ریتشاردسون وتارا ستار لین المستعدین لمتعة مباشرة أكثر من خلال رسائل الایمیل الإلكتروني، بسبب ان الایمیلات الالكترونیة تأخد وقت قصیر جدا للإرسال، حتى انه أصبحت الاثنتان تمتلكان علاقة أوثق، الآن في السنة الثامنة، ترسل الصدیقتان رسائل البرید الإلكتروني لبعضها البعض حول حیاتهم السریعة المتغیرة. تارا ستار معتادة على وجود اختها الطفلة سكارلت في المنزل التي ولدت قبل الأوان وأصبحت مصدر القلق للعائلة، وكیف افسد مشروع الدراسات الاجتماعية علاقتها مع عشيقها بارت، وفي ذات الوقت عاد والد الیزابیث لیخیب أمل عائلة الیزابیث بأكملها على ایة حال، تأثرت العائلة بشكل عميق عندما قبض على والد الیزابیث في حادث سيارة فادح، تداركت الیزابیث ان هذا الفصل من حیاتها قد أغلق لكن اخر لازال في بدایته في هذا النهج صداقة الصديقتان تتحسن على الرغم من المسافة.